# Antraigues-sur-Volane
Antraigues-sur-Volane è un ex comune francese di 574 abitanti situato nel dipartimento dell'Ardèche della regione dell'Alvernia-Rodano-Alpi. Il 1º gennaio 2019 il comune si è fuso con quello di Asperjoc per formare il comune di Vallées-d'Antraigues-Asperjoc..

## Società

### Evoluzione demografica
Abitanti censiti